# Wahl zum Senat der Türkei 1979
Die Türkei hielt Senatswahlen am 14. Oktober 1979 ab. 
In dieser Wahl wurden landesweit 50 Mitglieder des Senats gewählt – die jeweils 50 Mitglieder für 1/3 des Senats.
Es waren die letzten Wahlen zum Senat in der Geschichte der Republik Türkei. Nach dem Militärputsch 1980 wurde die Türkische Verfassung von 1961 suspendiert und die Türkische Verfassung von 1982 eingeführt. In dieser Verfassung war keine zweite Parlamentskammer (als Senat) vorgesehen.

## Ergebnisse
| Partei                                          | Parteivorsitzender | Stimmen gesamt | Stimmenanteil | Zahl der Sitze |
| ----------------------------------------------- | ------------------ | -------------- | ------------- | -------------- |
| Gerechtigkeitspartei (AP)                       | Süleyman Demirel   | 2.215.053      | 46,8 %        | 33             |
| Republikanische Volkspartei (CHP)               | Bülent Ecevit      | 1.378.224      | 29,1 %        | 12             |
| Nationale Heilspartei (MSP)                     | Necmettin Erbakan  | 459.040        | 9,7 %         | 4              |
| Partei der Nationalistischen Bewegung (MHP)     | Alparslan Türkeş   | 312.241        | 6,1 %         | 1              |
| Republikanische Vertrauenspartei (CGP)          | Turhan Feyzioğlu   | 117.749        | 2,5 %         |                |
| Sozialistische Arbeiterpartei der Türkei (TSİP) |                    | 62.105         | 1,3 %         |                |
| Einheitspartei der Türkei (TBP)                 | Mustafa Timisi     | 55.775         | 1,2 %         |                |
| Arbeiterpartei der Türkei (TİP)                 | Behice Boran       | 33.720         | 0,7 %         |                |
| Sozialistische Revolutionspartei (SDP)          | Mehmet Ali Aybar   | 33.548         | 0,7 %         |                |
| Unabhängige                                     |                    | 63.093         | 1,3 %         |                |

## Weblink
- Wahlergebnisse (S.158)